# Stazione di Bauladu-Milis
La stazione di Bauladu-Milis, già stazione di Bauladu e in seguito stazione di Milis, è una fermata ferroviaria (chiusa al pubblico) a servizio dei comuni di Milis e Bauladu (nel cui territorio comunale è compresa), posta sulla ferrovia Cagliari-Golfo Aranci.

## Storia
Le origini dell'impianto si riconducono alla fase di costruzione della Dorsale Sarda nella seconda metà dell'Ottocento, a cura della Compagnia Reale delle Ferrovie Sarde. Il tracciato di questa linea tra Cagliari e Golfo Aranci fu realizzato ad est dell'abitato di Bauladu, per cui fu deciso di approntare uno scalo con caratteristiche di stazione. La Compagnia Reale, che fu anche il primo gestore dell'impianto, inauguro la stazione di Bauladu (questo il nome originario dello scalo) il 1º luglio 1880, in contemporanea con la cerimonia inaugurale del tronco ferroviario Oristano-Giave. L'esercizio ordinario nello scalo ebbe invece inizio il giorno successivo.
La stazione passò dalle Ferrovie Reali alla gestione delle Ferrovie dello Stato nel 1920, le quali dal 2001 passarono le competenze dell'impianto e della linea alla società controllata RFI. Sempre negli anni venti del Novecento si registrò un primo cambio di denominazione dell'impianto, che prese il nome del comune di Milis, di cui Bauladu era diventata frazione nel 1928. Tale nome verrà mantenuto sino all'immediato dopoguerra, quando la stazione di Milis fu ribattezzata con la doppia denominazione Bauladu-Milis, conseguenza della ritrovata autonomia amministrativa di Bauladu datata 1946.
Nella prima metà degli anni duemila la stazione fu declassata a fermata, con la rimozione degli scambi di accesso ai binari non di corsa. Inoltre a partire dal 9 dicembre 2007 lo scalo fu disabilitato al servizio viaggiatori, rimanendo attivo come semplice località di servizio.

## Strutture e impianti
Costruita come impianto passante lungo la Cagliari-Golfo Aranci, la fermata di Bauladu-Milis per quanto riguarda il piano del ferro è dotata del solo binario di corsa, a scartamento da 1435 mm. Da questo binario sino ai primi anni duemila si diramavano gli altri binari dell'impianto, in parte ancora posati nello scalo, sebbene ne siano stati rimossi gli spezzoni che si innestavano nei deviatoi del binario 1: con lo scalo in configurazione di stazione anche il secondo binario era impiegato per il servizio viaggiatori e per gli incroci, mentre tre ulteriori binari erano parte dello scalo merci della stazione. Quest'ultimo si componeva anche di un piano caricatore parallelo al binario 3, e di un piazzale intermodale dove afferivano i binari 4 e 5. Sopra l'ex binario 3 sono presenti anche i resti di una tramoggia per lo scarico di merci sui treni.
Per quanto concerne gli edifici il principale è quello viaggiatori, a pianta rettangolare, esteso su due piani più tetto a falde, dotato di sei luci di apertura sui lati maggiori e una sui minori. A sud di questo edificio se ne trova uno di dimensioni più piccole, su un singolo piano e dalla pianta a elle, mentre a nord sono situati un ulteriore fabbricato di servizio e un palazzo a due piani, in abbandono, ospitante in passato le maestranze impiegate nello scalo. Nell'area sud della stazione si trovano anche i resti di una casa cantoniera, a guardia di un passaggio a livello presente sino agli anni 2010 (quando fu sostituito da un cavalcaferrovia) all'altezza dei vecchi scambi d'accesso a sud dell'impianto.

## Movimento
Dal dicembre 2007 la fermata è disabilitata al servizio viaggiatori, e nessun convoglio effettua sosta nell'impianto. In precedenza lo scalo era raggiunto dai treni espletati dalle Ferrovie dello Stato e successivamente da Trenitalia.

## Servizi
L'impianto, disabilitato al servizio viaggiatori, è comunque attrezzato per accogliere i convogli passeggeri: è presente una banchina attigua al fabbricato viaggiatori, attrezzata con pensilina, che serve il binario 1. Una seconda banchina è presente tra i binari 1 e 2, ed era utilizzata quando il binario di incrocio era collegato a quello di corsa. Con l'impianto pienamente operativo i vari servizi all'utenza erano ospitati nel fabbricato viaggiatori, in seguito chiuso al pubblico.